# Simmias
Simmias de Tebas (en griego: Σιμμίας; fl. siglo V-IV a. C.), fue un antiguo filósofo griego, discípulo de Sócrates y Filolao y amigo de Cebes. En su Memorabilia, Jenofonte lo incluye entre el círculo interno de los seguidores de Sócrates. Aparece en el Fedón de Platón como uno de los interlocutores principales junto a Cebes, así como en el Critón, el Fedro y las Cartas (13).